# Silene aegaea
Silene aegaea är en nejlikväxtart som beskrevs av B. Oxelman. Silene aegaea ingår i släktet glimmar, och familjen nejlikväxter. Inga underarter finns listade i Catalogue of Life.